# Jacoby Dakota Shaddix
Jacoby Dakota Shaddix (født 28. juli 1976, i Mariposa, Californien) er forsanger af det amerikanske rockband Papa Roach.

## Tidlige liv og opvækst
Shaddix gik på Vacaville High School, i Vacaville, i Californien. Han har to brødre, Bryson og Trevor. Hans forældre blev skilt i 1982, da han var seks år gammel. Som ung arbejdede han som pedel, spillede klarinet i skoleorkestret og spillede Football. Hans mange barndomsminder og psykiske problemer, herunder ADD, resulterede bl.a. i at han tissede i sengen til han var 16 år gammel. Hans mor har dog altid støttet ham så godt hun kunne.

## Karriere
Shaddix ville som ung være enten kok eller rockstjerne. I 1993 stifter han sammen med David Buckner bandet Papa Roach. I 1997 hvor albummet Old Friends From Young Years bliver udgivet opnår bandet omsider succes i deres lokale område, Vacaville og Sacramento. Nummeret Orange Palm Drives fik endda topposition på nogle radiokanaler. Men det var først i 2000 og med nummeret Last Resort at Papa Roach omsider slog igennem, og bl.a. kom på MTV. 
Shaddix har desuden været vært på et tv-program på MTV der hedder Scarred.

## Personlige liv
Shaddix blev gift med sin ungdomskæreste Kelly d.19. Juli 1996. Sammen har de to sønner. Den ældste; Makaile Cielo Shaddix er født d.24 marts, 2002. og den yngste; Jagger Shaddix er født d.12 September 2004. 
Shaddix bor nu i El Dorado Hills, Californien.
Shaddix har erkendt at han tidligere har gjort skade på sig selv. Dette kulminerede da han efter en nat i Las Vegas måtte på hospitalet, og have 11 sting i hovedet. Dette er inspirationen til sangen Scars 
Han har også kæmpet med alkoholisme, men er ifølge ham selv, clean og ædru.

## Tatoveringer
Shaddix har mange tatoveringer. inklusiv "Her hviler Jacoby Dakota Shaddix" og i bunden af en skriftrulle, "Born with nothing, Die with everyting". 
En anden øverst på hans bryst hvorpå der står "BORN TO ROCK". Hans hals, på højre side, bærer det kinesiske tegn for "kærlighed", og på venstre side har han det kinesiske tegn for "had," som han forklarede i en udgave af MTV Cribs. Han har også tatoveringer på begge hans hænder. Han og hans kone har matchende stjernetatoveringer på deres ører. Han har også en gammel mikrofon på en af sine arme til at repræsentere sin kunst som en sanger, ligesom tidligere trommeslager i Papa Roach, David Buckner havde.